# Verbascum dupnicense
Verbascum dupnicense är en flenörtsväxtart som beskrevs av Svante Samuel Murbeck. Verbascum dupnicense ingår i släktet kungsljus, och familjen flenörtsväxter. Inga underarter finns listade i Catalogue of Life.